# Slovenská národní rada
Slovenská národní rada (slovensky Slovenská národná rada) tvořila zákonodárnou moc na Slovensku. Její existence se datuje mezi lety 1943 a 1992, než se přetransformovala do Národní rady Slovenské republiky.

## Historie

### Druhá světová válka
Slovenská národní rada byla jedna z více slovenských odbojových skupin za druhé světové války, vzniklá spojením komunistických a nekomunistických proudů v odboji. Vznik SNR byl zapříčiněn nespokojeností části slovenské veřejnosti za války a vznikala ve stejné době jako ostatní slovenské odbojové organizace a skupiny. Podobně jako ostatní odbojáři i část členů SNR se ideově sdružovala kolem prezidenta republiky Edvarda Beneše. Vliv SNR byl oproti jiným slovenským organizacím zaměřen pouze na Slovensko. Na rozdíl od jiného důležitého slovenského hnutí odboje tzv. Obrany Národa, které sdružovalo české i slovenské partyzány. SNR v Československu prosazovala česko-slovenský vztah jako vztah rovného s rovným s významem žití Čechů s Slováků v jednom státu vedle sebe.
Vznik SNR se datuje do roku 1943. Ke konci tohoto roku spolu různé odbojové organizace uzavřely smlouvu, ve které se zavázaly ke spolupráci v tzv. Vánoční dohodě. V její funkci byla odbojová činnost, členové se domlouvali i na budoucí podobě Československa. Během Slovenského národního povstání význam SNR stoupl, protože se stala vládní silou v částech Slovenska ovládaných účastníky povstání. Při povstání  1. září 1944 se SNR ujala vlády jako představitelka oficiální vládní a zákonodárné moci na Slovensku a i přes určité neshody jejího vedení v řízení státu jako vláda prakticky fungovala. Koordinace akcí SNR probíhala spolu s prezidentem republiky, i když ne všichni členové Edvarda Beneše jako prezidenta podporovali. Po potlačení Slovenského národního povstání byla funkce Slovenské národní rady utlumena.

### Třetí republika
V poválečném období se ze SNR stal slovenský vládní orgán zahrnující moc výkonnou i zákonodárnou. Jeho předsedou se stal Karol Šmidke. Až do voleb v květnu 1946 se o moc v SNR dělila Komunistická strana Slovenska a Demokratická strana podle kooptací. Později v roce 1946 bylo obsazení křesel v SNR určeno podle výsledků voleb roku 1946. Nejdůležitější osobou v SNR byl Gustáv Husák, předseda pro vnitřní věci ve Sboru pověřenců. Sbor pověřenců jako celek byl podřízen československé vládě. V kompetenci tohoto orgánu bylo i určování budoucího směřování země, které bylo obsaženo ve smlouvách nazvaných Pražské dohody. Poslední z nich tzv. Třetí pražská dohoda uzavřená 28. června 1946  představovala významné snížení pravomocí pro SNR. Skutečným důvodem pro podpis této dohody bylo zmenšení vlivu Demokratické strany, která ve volbách výrazně předběhla Komunistickou stranu Slovenska. Tato dohoda opravňovala centrální vládu mimo jiné k přímému výkonu moci na Slovensku.

### SNR v letech 1948–1960
Slovenská národní rada jako orgán dostala ústavní úpravu až Ústavou z roku 1948, do této doby existovala jako válečný orgán vzniklý ze Slovenského národního povstání. Nová ústava zpětně legalizovala všechna nařízení Slovenské národní rady, určila jim status zákona a oficiálně zakotvovala Slovenské národní radě pravomoci moci zákonodárné. Ústava určovala i pravomoc výkonnou ponechanou v rukách Sboru pověřenců. Struktura československého státu byla asymetrická s menším vlivem slovenských orgánů.

### SNR v letech 1960–1968
Po přijetí Ústavy z roku 1960 došlo k opětovnému zmenšení pravomocí Slovenské národní rady. Její pravomoci se zúžily na nepodstatné, měla v kompetenci vydávání zákonů, které se vztahovaly ke kulturnímu a hospodářskému vývoji Slovenska. Ústava z roku 1960 také určovala zrušení Sboru pověřenců. Jeho pravomoci přešly na Slovenskou národní radu. Tím se ze SNR stal také představitel výkonné moci na Slovensku.

### Ústavní zákon o československé federaci
V roce 1968 se měly v Československu konat volby, včetně voleb do Slovenské národní rady. Kvůli politickým změnám, které přineslo pražské jaro, byly ovšem volby několikrát odloženy (funkční období stávající SNR určené volbami roku 1964 bylo prodlouženo).  Po přijetí Ústavního zákona o československé federaci dne 27. října 1968 se ze SNR stal zákonodárný sbor s českým ekvivalentním orgánem, který byl nazván Česká národní rada. Další volby do SNR se konaly v letech 1971, 1976, 1981, 1986 a naposledy v červnu 1990. Po sametové revoluci SNR ještě tři roky fungovala, až do ukončení svého fungování v roce 1993.
Při přípravách na rozdělení republiky byla dne 1. října 1992 podle Ústavy Slovenské republiky Slovenská národní rada přejmenována na orgán s názvem Národní rada Slovenské republiky. V současnosti tento orgán funguje jako představitel zákonodárné moci na Slovensku, do kterého probíhají volby v pravidelném intervalu čtyř let. Ekvivalentem této instituce v České republice je Poslanecká sněmovna Parlamentu České republiky.

## Volby do SNR
Složení Slovenské národní rady bylo určováno ve volbách:
- Volby do Slovenské národní rady 1946 (nepřímé)
- Volby do Slovenské národní rady 1948
- Volby do Slovenské národní rady 1954
- Volby do Slovenské národní rady 1960
- Volby do Slovenské národní rady 1964
- Volby do Slovenské národní rady 1968 (plánované, nerealizované)
- Volby do Slovenské národní rady 1971
- Volby do Slovenské národní rady 1976
- Volby do Slovenské národní rady 1981
- Volby do Slovenské národní rady 1986
- Volby do Slovenské národní rady 1990
- Volby do Slovenské národní rady 1992

## Předsedové SNR
- Vavro Šrobár a Karol Šmidke (září 1944 – říjen 1944)
- Jozef Lettrich a Karol Šmidke (duben 1945 – září 1945)
- Jozef Lettrich (září 1945 – únor 1948)
- Karol Šmidke (únor 1948 – červenec 1950)
- František Kubač (červenec 1950 – červen 1958)
- Ľudovít Benada (červen 1958 – červenec 1960)
- Rudolf Strechaj (červenec 1960 – červenec 1962)
- Jozef Lenárt (říjen 1962 – září 1963)
- Michal Chudík (září 1963 – březen 1968)
- Ondrej Klokoč (březen 1968 – březen 1975)
- Viliam Šalgovič (červenec 1975 – listopad 1989)
- Rudolf Schuster (listopad 1989 – červen 1990)
- František Mikloško (červen 1990 – červen 1992)
- Ivan Gašparovič (červen 1992 – říjen 1992)[6]